# Yoan Granvorka
Yoan Granvorka (* 26. November 1997 in Morges) ist ein schweizerischer/französischer Basketballspieler.

## Laufbahn
Granvorkas Halbbruder Frantz, sein Vater Séverin waren französische Volleyball-Nationalspieler, seine Mutter Mireille spielte Volleyball in der Schweiz. Yoan Granvorka spielte als Jugendlicher Basketball bei Morges Basket und Volleyball bei VBC Cossonay. Mit 16 Jahren entschied er sich zugunsten des Basketballsports und wechselte in die Nachwuchsbewegung des französischen Vereins Sluc Nancy. Dort spielte Granvorka bis 2017, den Sprung in Nancys Herrenmannschaft schaffte er nicht.
Im Sommer 2017 nahm er an einem Probetraining beim NBA-Klub Phoenix Suns teil. Seine ursprünglich eingereichte Anmeldung für den Draft der nordamerikanischen Liga zog er wieder zurück.
Im August 2017 wurde er vom Schweizer Nationalligisten BBC Monthey unter Vertrag genommen. Im April 2018 meldete sich Granvorka abermals zum Draft-Verfahren der NBA an und liess seinen Namen im Juni 2018 wiederum von der Liste streichen.
In der Sommerpause 2018 wechselte er innerhalb der Nationalliga von Monthey zu Union Neuchâtel Basket. 2022 kehrte er nach Frankreich zurück und erhielt einen Vertrag vom Erstligisten ESSM Le Portel. Granvorka unterschrieb im Juni 2023 einen Vertrag bei Rouen Metropole Basket (Zweitligaaufsteiger in Frankreich). Für Rouen erzielte er während des Spieljahres 2023/24 im Durchschnitt 3,6 Punkte je Begegnung. Anschliessend wechselte er zu Feyenoord Rotterdam in die Niederlande.